# Ellie Downie
Ellie Downie (Nottingham, Inglaterra, 20 de julio de 1999) es una gimnasta artística británica, medallista mundial de bronce en 2015 en el concurso por equipos.
Su hermana mayor Rebecca Downie (1992-) también es una gimnasta artística.

## Carrera deportiva

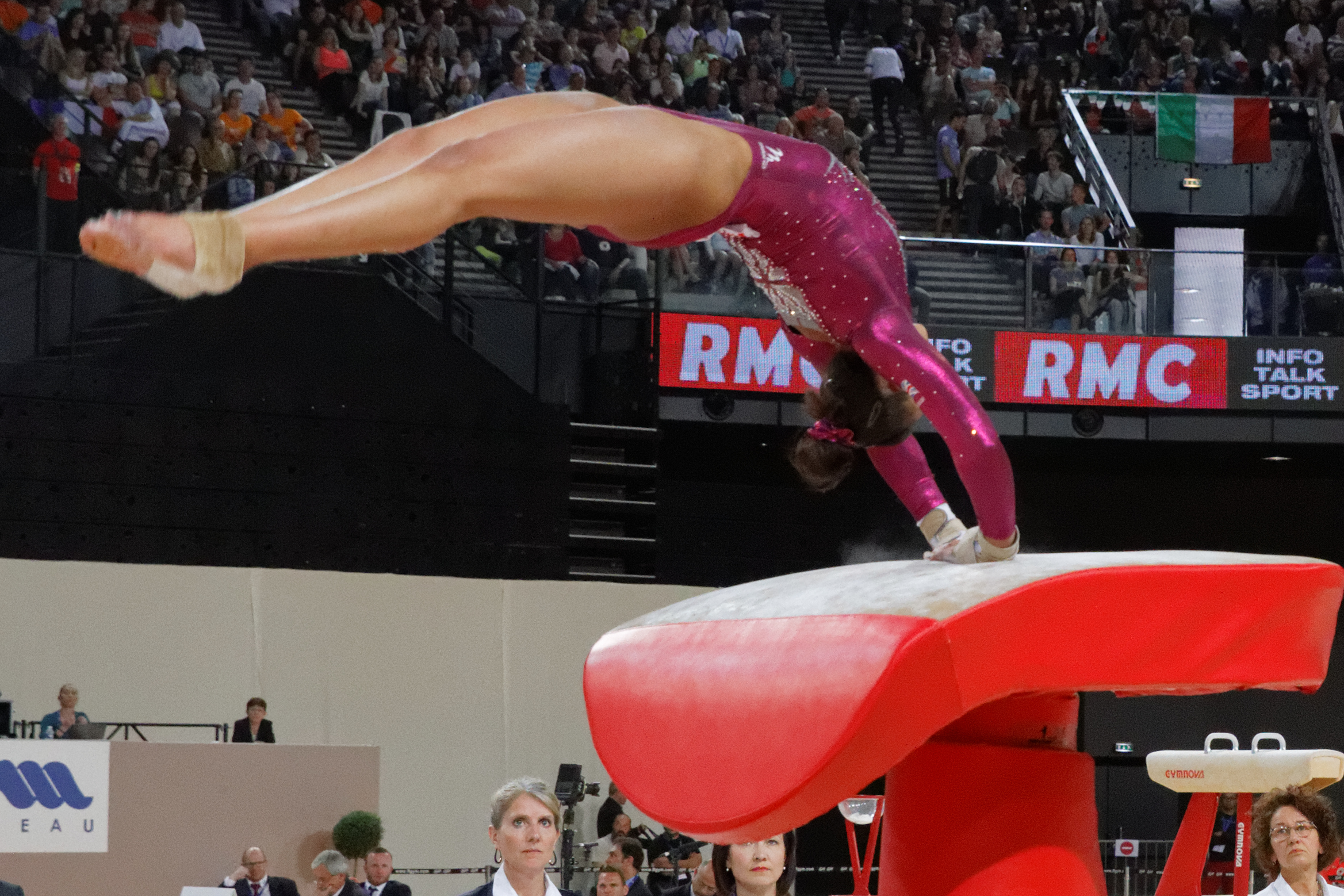
Campeonato de Europa de gimnasia artística 2015, salto de Elissa Downie

En el Mundial celebrado en Glasgow (Escocia) gana la medalla de bronce en el concurso por equipos. Reino Unido queda tras Estados Unidos (oro) y China (plata); sus seis compañeras de equipo fueron: Rebecca Downie, Claudia Fragapane, Ruby Harrold, Kelly Simm, Amy Tinkler y Charlie Fellows.
En el Campeonato Europeo celebrado en Cluj-Napoca (Rumania) consigue la medalla de oro en el concurso individual. Dos años después, en el Campeonato Europeo de Gimnasia Artística de 2019 celebrado en la ciudad polaca de Szczecin gana la medalla de plata en el concurso individual, superada por la francesa Mélanie de Jesus dos Santos.